# استان تالکا
استان تالکا (به اسپانیایی: Provincia de Talca) یک استان در شیلی است که در منطقه مائوله واقع شده‌است.

## خصوصیات
استان تالکا ۹٬۹۳۷٫۸ کیلومترمربع مساحت و ۳۷۰٬۱۵۴ نفر جمعیت دارد.